# 多項式譜系
计算复杂度理论中，多项式谱系是一个复杂度系列。它从P、NP和反NP复杂度类逐级产生至预言机。它类似于数理逻辑中算数阶层和分析阶层，只不过是由逐级放宽资源限制而产生的。

## 定义
多项式谱系有数个等价的定义。
1. 用预言机定义多项式谱系。首先定义

{\displaystyle \Delta _{0}^{\mathsf {P}}:=\Sigma _{0}^{\mathsf {P}}:=\Pi _{0}^{\mathsf {P}}:={\mathsf {P}},}
其中P是能在多项式时间内解决的决定性问题。然后对所有{\displaystyle i\geq 0}定义
{\displaystyle \Delta _{i+1}^{\mathsf {P}}:={\mathsf {P}}^{\Sigma _{i}^{\mathsf {P}}}}
{\displaystyle \Sigma _{i+1}^{\mathsf {P}}:={\mathsf {NP}}^{\Sigma _{i}^{\mathsf {P}}}}
{\displaystyle \Pi _{i+1}^{\mathsf {P}}:={\mathsf {coNP}}^{\Sigma _{i}^{\mathsf {P}}}}

其中{\displaystyle {\mathsf {P}}^{\rm {A}}}是在有{\displaystyle {\rm {A}}}类中某些完备问题的预言机辅助的情况下，能在多项式时间内由图灵机解决的决定性问题的集合。类别{\displaystyle {\mathsf {NP}}^{\rm {A}}}和{\displaystyle {\mathsf {coNP}}^{\rm {A}}}也有类似的定义。比如，{\displaystyle \Sigma _{1}^{\mathsf {P}}={\mathsf {NP}}}、 {\displaystyle \Pi _{1}^{\mathsf {P}}={\mathsf {coNP}}}和{\displaystyle \Delta _{2}^{\mathsf {P}}={\mathsf {P^{NP}}}}是一些能在某些NP完全问题预言机的辅助下，在多项式时间内解决的问题的复杂度类。[1]
2. 用存在状态或者全称状态定义多项式谱系。令{\displaystyle L}为一个语言（或称为决定性问题，即{\displaystyle \{0,1\}^{*}}的某个子集），{\displaystyle p}为某多项式，定义

{\displaystyle \exists ^{p}L:=\left\{x\in \{0,1\}^{*}\ \left|\ \left(\exists w\in \{0,1\}^{\leq p(|x|)}\right)\langle x,w\rangle \in L\right.\right\},}
其中{\displaystyle \langle x,w\rangle \in \{0,1\}^{*}}为某种将二进制字符串对{\displaystyle x}和{\displaystyle w}编码为一个二进制字符串的标准编码。{\displaystyle L}代表一个有序的字符串对的集合，其中第一个字符串x是{\displaystyle \exists ^{p}L}的元素，而第二个字符串{\displaystyle w}是一个足够短的（长度不大于{\displaystyle p(|x|)}）见证{\displaystyle x}在{\displaystyle \exists ^{p}L}内的字符串。换句话说，{\displaystyle x\in \exists ^{p}L}当且仅当存在足够短的见证字符串{\displaystyle w}使得{\displaystyle \langle x,w\rangle \in L}。类似地，定义
{\displaystyle \forall ^{p}L:=\left\{x\in \{0,1\}^{*}\ \left|\ \left(\forall w\in \{0,1\}^{\leq p(|x|)}\right)\langle x,w\rangle \in L\right.\right\}}
注意到由德摩根定律得出{\displaystyle \left(\exists ^{p}L\right)^{\rm {c}}=\forall ^{p}L^{\rm {c}}} and {\displaystyle \left(\forall ^{p}L\right)^{\rm {c}}=\exists ^{p}L^{\rm {c}}}，其中{\displaystyle L^{c}}是{\displaystyle L}的补集。令{\displaystyle {\mathcal {C}}}为一个语言集。延伸这些运算使得它们能够应用于语言集上：
{\displaystyle \exists ^{\mathsf {P}}{\mathcal {C}}:=\left\{\exists ^{p}L\ |\ p\in {\mathcal {P}},L\in {\mathcal {C}}\right\}}
{\displaystyle \forall ^{\mathsf {P}}{\mathcal {C}}:=\left\{\forall ^{p}L\ |\ p\in {\mathcal {P}},L\in {\mathcal {C}}\right\}}
其中{\displaystyle {\mathcal {P}}}为所有多项式的集合。同样德摩根定律成立{\displaystyle {\mathsf {co}}\exists ^{\mathsf {P}}{\mathcal {C}}=\forall ^{\mathsf {P}}{\mathsf {co}}{\mathcal {C}}}以及{\displaystyle {\mathsf {co}}\forall ^{\mathsf {P}}{\mathcal {C}}=\exists ^{\mathsf {P}}{\mathsf {co}}{\mathcal {C}}}，其中{\displaystyle {\mathsf {co}}{\mathcal {C}}=\left\{L^{c}|L\in {\mathcal {C}}\right\}}。
复杂度类NP和反NP可被定义为{\displaystyle {\mathsf {NP}}=\exists ^{\mathsf {P}}{\mathsf {P}}}和{\displaystyle {\mathsf {coNP}}=\forall ^{\mathsf {P}}{\mathsf {P}}}, 其中P是所有可行的（多项式时间内的）递归语言。则多项式谱系可被递归定义为
{\displaystyle \Sigma _{0}^{\mathsf {P}}:=\Pi _{0}^{\mathsf {P}}:={\mathsf {P}}}
{\displaystyle \Sigma _{k+1}^{\mathsf {P}}:=\exists ^{\mathsf {P}}\Pi _{k}^{\mathsf {P}}}
{\displaystyle \Pi _{k+1}^{\mathsf {P}}:=\forall ^{\mathsf {P}}\Sigma _{k}^{\mathsf {P}}}

注意{\displaystyle {\mathsf {NP}}=\Sigma _{1}^{\mathsf {P}}}, and {\displaystyle {\mathsf {coNP}}=\Pi _{1}^{\mathsf {P}}}。这个定义反映出多项式谱系和算数阶层之间的紧密关系。其中R和RE分别扮演了类似P和NP的角色。算数阶层同样是用一系列的实数子集来定义的。
3. 用交替式图灵机的等价定义。定义{\displaystyle \Sigma _{k}^{\mathsf {P}}}（或{\displaystyle \Pi _{k}^{\mathsf {P}}}）为从存在状态（或全称状态）开始的{\displaystyle k}次交替式图灵机能够解决的问题的集合。

## 多项式谱系类别之间的关系
由定义可推论出如下关系：
{\displaystyle \Sigma _{i}^{\mathsf {P}}\subseteq \Delta _{i+1}^{\mathsf {P}}\subseteq \Sigma _{i+1}^{\mathsf {P}}}
{\displaystyle \Pi _{i}^{\mathsf {P}}\subseteq \Delta _{i+1}^{\mathsf {P}}\subseteq \Pi _{i+1}^{\mathsf {P}}}
{\displaystyle \Sigma _{i}^{\mathsf {P}}={\mathsf {co}}\Pi _{i}^{\mathsf {P}}}

与多项式谱系等价的交换图表。箭头表示包含于。

算术阶层和分析阶层中各层次包含关系都已确定为真包含，而多项式谱系中的这些包含关系是否为真包含仍未有定论，但人们普遍相信它们是真包含。如果任一{\displaystyle \Sigma _{k}^{\mathsf {P}}=\Sigma _{k+1}^{\mathsf {P}}}，或者{\displaystyle \Sigma _{k}^{\mathsf {P}}=\Pi _{k}^{\mathsf {P}}}，那么整个多项式层级将坍缩至{\displaystyle k}层：对任一{\displaystyle i>k}，都有{\displaystyle \Sigma _{i}^{\mathsf {P}}=\Sigma _{k}^{\mathsf {P}}}。特别的，如果{\displaystyle {\mathsf {P}}={\mathsf {NP}}}，那么多项式谱系将完全坍缩。
所有多项式层级的类别的并集为复杂度类PH。

## 性质
多项式谱系与指数谱系和算术阶层类似，但复杂度更小。
已经确定PH包含于PSPACE，但不确定两者是否相等。这个问题有一个很有用的变体：PH = PSPACE当且仅当二阶逻辑复杂度类不能通过传递闭包运算扩展计算能力。
如果多项式谱系中有任何完备问题，那么它仅有有限个不同的层次。我们知道存在PSPACE完备问题，所以如果PH = PSPACE，PH必然坍缩，因为对任一PSPACE完备问题必然存在整数{\displaystyle k}使得这个问题是{\displaystyle \Sigma _{k}^{\mathsf {P}}}完备的。
每个多项式谱系中的复杂度类都包含{\displaystyle \leq _{m}^{p}}完备问题（指多项式次多对一规约的完备问题）。而且每个多项式谱系中的复杂度类都对{\displaystyle \leq _{m}^{p}}规约封闭，也就是说对于一个多项式谱系中的复杂度类{\displaystyle {\mathcal {C}}}和一个语言{\displaystyle {\mathcal {L}}\in {\mathcal {C}}}，如果{\displaystyle A\leq _{m}^{p}{\mathcal {L}}}，那么{\displaystyle A\in {\mathcal {C}}}。这两个事实表明如果{\displaystyle K_{i}}是{\displaystyle \Sigma _{i}^{\mathsf {P}}}的完备问题，那么{\displaystyle \Sigma _{i+1}^{\mathsf {P}}={\mathsf {NP}}^{K_{i}}}，并且{\displaystyle \Pi _{i+1}^{\mathsf {P}}={\mathsf {coNP}}^{K_{i}}}。比如说{\displaystyle \Sigma _{2}^{\mathsf {P}}={\mathsf {NP}}^{\mathsf {SAT}}}。换句话说，如果一个语言是由某个{\displaystyle {\mathcal {C}}}预言机定义的，那么我们就可以假设它是基于{\displaystyle {\mathcal {C}}}中的某个完备问题定义的。完备问题这里就相当于对应复杂度类的一个“代表”。
Sipser–Lautemann定理说明BPP包含于多项式谱系中的第二层。
Kannan定理说明对于任意{\displaystyle k}，{\displaystyle \Sigma _{2}}都不包含于{\displaystyle {\mathsf {SIZE}}(n^{k})}。
户田定理说明PH包含于{\displaystyle {\mathsf {P}}^{\mathsf {\#P}}}。

## 多项式谱系中的问题
- 电路最小化是{\displaystyle \Sigma _{2}^{\mathsf {P}}}中的一个自然问题。给定数字{\displaystyle k}和计算布尔函数{\displaystyle f}的电路{\displaystyle A}，判定是否存在能够计算{\displaystyle f}并且至多{\displaystyle k}个门的电路。令{\displaystyle {\mathcal {C}}}为所有布尔电路的集合。令{\displaystyle G(f)}为计算{\displaystyle f}门数的函数。则语言

{\displaystyle L=\{\langle A,k,B,x\rangle \in {\mathcal {C}}\times \mathbb {N} \times {\mathcal {C}}\times \{0,1\}^{*}|G(B)\leq k\wedge A=B\}}
可在多项式时间内确定。语言
{\displaystyle CM=\{\langle A,k\rangle \in {\mathcal {C}}\times \mathbb {N} |\exists B\in {\mathcal {C}}\wedge G(B)\leq k\wedge A=B\}}
为最小化电路语言。{\displaystyle CM\in \Sigma _{2}^{\mathsf {P}}(=\exists ^{\mathsf {P}}\forall ^{\mathsf {P}}{\mathsf {P}})}因为{\displaystyle L}在多项式时间内可判定，并且给定{\displaystyle \langle A,k\rangle }，{\displaystyle \langle A,k\rangle \in CM}当且仅当存在电路{\displaystyle B}使得对于所有输入{\displaystyle x}，{\displaystyle \langle A,k,B,x\rangle \in L}。
- 一个{\displaystyle \Sigma _{k}^{\mathsf {P}}}完备问题是有{\displaystyle k}量词交替的布尔公式的可满足性（缩写为QBFk或者QSATk）。这是{\displaystyle \Sigma _{k}^{\mathsf {P}}}版本的布尔可满足性问题。在这个问题中布尔公式{\displaystyle f}的变量被分成了{\displaystyle k}个集合{\displaystyle X_{1},X_{2},\dots X_{k}}。我们需要确定

{\displaystyle \exists X_{1}\forall X_{2}\exists X_{3}\dots f}
是否为真。也就是说存在对{\displaystyle X_{1}}的赋值，使得对所有的{\displaystyle X_{2}}, 存在对{\displaystyle X_{3}}的赋值，……，使得{\displaystyle f}为真。从全称量词开始交替到存在量词再到全称量词的变体则是{\displaystyle \Pi _{k}^{\mathsf {P}}}完备的。
- 这份概要（页面存档备份，存于）包含一份M.R.加里/D.S.约翰逊样式的二阶或更高阶的完备问题清单。

## 引用
1. ↑  Completeness in the Polynomial-Time Hierarchy A Compendium, M. Schaefer, C. Umans